# Édouard Louis
Édouard Louis (született Eddy Bellegueule néven, Hallencourt, 1992. október 30.– ) francia író.

## Művei

### Magyarul megjelent művei
- Édouard Louis: Leszámolás Eddyvel. (magyarul) Ford. Pataki Pál. Budapest: Ab Ovo Kiadó. 2015.   184. o. ISBN 9786155353635 (wd)
- Egy asszony küzdelmei és átváltozásai; ford. Pataki Pál; Napvilág, Budapest, 2024
- Akik megölték apámat; ford. Pataki Pál; Napvilág, Budapest, 2024

## Magánélete
Édouard Louis nyíltan homoszexuális.